# Tampang Muda
Tampang Muda is een bestuurslaag in het regentschap Tanggamus van de provincie Lampung, Indonesië. Tampang Muda telt 1138 inwoners (volkstelling 2010).